# کروییس، منیس و سان سادورنی
کروییس، منیس و سان سادورنی (به اسپانیایی: Cruïlles, Monells i Sant Sadurní de l'Heura) یک شهرستان در اسپانیا است که در استان خرنا واقع شده‌است.

## خصوصیات
کروییس ۹۹٬۸۳ کیلومترمربع مساحت و ۱٬۲۷۱ نفر جمعیت دارد و ۱۱۰ متر بالاتر از سطح دریا واقع شده‌است.